# Агапов Олександр Леонідович
Олекса́ндр Леоні́дович Ага́пов (1987—2014) — солдат Збройних сил України, учасник російсько-української війни.

## Короткий життєпис
Народився 1987 року в смт Новгородка (Кіровоградська область). Закінчив Новгородківські ЗОШ та ПТУ. 2005 року відслужив строкову службу в ЗСУ.
У часі війни мобілізований у серпні 2014-го, механік-водій, 2-й танковий батальйон, 17-та окрема танкова бригада.
7 вересня 2014-го загинув під час виконання бойового завдання в зоні бойових дій під Маріуполем.
Похований у Новгородці з військовими почестями.

## Нагороди та вшанування
За особисту мужність і героїзм, виявлені у захисті державного суверенітету та територіальної цілісності України, вірність військовій присязі під час російсько-української війни, відзначений — нагороджений
- 27 червня 2015 року — орденом орденом «За мужність» III ступеня (посмертно).
- відзнакою Кіровоградської області «За мужність і відвагу» (посмертно).
- 22 липня 2015-го в Новгородці відкрито меморіальні дошки воїнам Олександрові Агапову та Василеві Новаку.
- Його портрет розміщений на меморіалі «Стіна пам'яті полеглих за Україну» в Києві: секція 4, ряд 3, місце 26
- Вшановується в меморіальному комплексі «Зала пам'яті», в щоденному ранковому церемоніалі 7 вересня[1]